# دولت هند
دولت هند (به انگلیسی: Government of India) یک دولت فدرال است که بر پایهٔ قانون اساسی هند به عنوان مقام قانونی دولتی متشکل از اتحادیهٔ  ۲۹ ایالت و هفت اتحادیه اقلیمی، یک جمهوری دمکراتیک پارلمانی اعلام و تاسیس‌شده، و با یک نظام جمهوری پارلمانی به نام جمهوری هند است. قرارگاه این دولت در دهلی نو؛ پایتخت هند، قرار گرفته است.
متأثر از نظام وستمینستر برای ادارهٔ کشور، دولت فدرال به‌طور عمده به قوای مجریه، مقننه، و  قضاییه تقسیم شده، که در آن همهٔ قدرت به موجب قانون اساسی در پارلمان، به نخست‌وزیر و دیوان عالی کشور واگذار گردیده است. رئیس‌جمهور هند رئیس کشور و فرمانده عالی نیروهای مسلح هند است، در حالی که نخست وزیرِ منتخب به عنوان مدیر اجرایی (قوه مجریه) عمل می‌کند و مسئول ادارهٔ دولت فدرال است. یک پارلمان محلی یا لوکسابا (خانهٔ ملت) به عنوان مجلس سفلی و راجیا سابا (شورای ایالت‌ها) به عنوان یک مجلس علیا نیز وجود دارد. قوه قضائیه به صورت سیستماتیک شامل یک دادگاه دیوان عالی، ۲۴ دادگاه عالی و چندین دادگاه‌های منطقه‌ای است که همه بخش‌های فرعی دیوان عالی کشور هستند.